# Трифторметилтиолат серебра
Трифторметилтиолат серебра — неорганическое соединение
 
с формулой AgSCF3,
бесцветные кристаллы,
не растворяется в воде.

## Получение
- Реакций фторида серебра и сероуглерода под давлением в автоклаве:

{\displaystyle {\mathsf {3AgF+CS_{2}\ {\xrightarrow {140^{o}C}}\ AgSCF_{3}+Ag_{2}S}}}

## Физические свойства
Трифторметилтиолат серебра образует бесцветные кристаллы.
Не растворяется в воде,
растворяется в ацетоне, ацетонитриле, диметилсульфоксиде.

## Химические свойства
- В растворах (напр. ацетонитрил) вступает в обменные реакции:

{\displaystyle {\mathsf {AgSCF_{3}+CuBr\ {\xrightarrow {}}\ CuSCF_{3}+AgBr\downarrow }}}

## Применение
- Реагент в органическом синтезе.